# Joan Ensesa i Roura
Joan Ensesa i Roura (1949 - Girona, 1 d'agost de 2016) va ser un cromador i restaurador de metalls gironí. La seva mare era Anna Maria Roura Freixes i el seu pare (1913-2003) un saltenc amb el mateix nom, cognoms i ofici. El seu pare el 1947 va crear el taller Cromats Ensesa, situat a l'antic Teatre Odeón, al Barri Vell de Girona, al costat de la fusteria Lladó.
Entre les restauracions més destacades del taller hi ha la Custòdia i l'Àngel de la Catedral de Girona, així com les broques del rellotge del campanar i el parallamps de l'Església de Sant Feliu de Girona. Però també s'han dedicat i es dediquen a la restauració dels passos de la processó de Setmana Santa, els vestits dels Manaies de Girona, i el poliment de sagraris i creus, així com cotxes i motos antigues o llums de llautó i objectes de la llar. El 1992 el taller va patir un incendi. El seu va ser un dels cinc establiments obligats a tancar pel rodatge de Joc de Trons a Girona l'any 2015.
El 1998 Joan Encesa havia fet una donació d'una moto del 1955 per al Museu d'Història de la Ciutat de Girona. Era una persona coneguda a Girona que havia ajudat a les activitats tradicionals al municipi sempre que havia pogut, per això va estar a la junta de l'Associació de Cort Reial i Rodalies, i ajudava a organitzar activitats com la cuina al carrer, o les catifes. La seva esposa era la Carme i el seu fill també es deia Joan.